# 南中曽根
南中曽根（みなみなかぞね）は、埼玉県春日部市の町丁。現行行政地名は増富のみ。丁番の設定のない単独町名である。住居表示未実施地区。郵便番号は344-0041。

## 地理
埼玉県の東部地域で、春日部市西部の沖積平野に位置する。
地内の多くはかつての利根川（現在の古隅田川）が造り出した自然堤防の微高地上にあるが、北部の水田地帯や東部の市街地は氾濫平野上にある。
東側で豊町、南側で増富や道順川戸、西側でさいたま市岩槻区大字小溝、北側で新方袋と隣接する。
古隅田川沿いの低地や東武野田線（東武アーバンパークライン）より南側が市街化区域に指定され、主に戸建ての住宅が多く建ち並ぶ。市街化区域内は主に第一種中高層住居専用地域に指定され、東武野田線沿線や市街化区域の東部は第一種住居地域、さいたま春日部線沿道は第二種住居地域、国道16号沿道は準住居地域に指定された大型商業施設もある市街地である。市街化区域内に農地は点在するが、生産緑地地区はない。
市街化調整区域内は北部は水田地帯、南部は古くからある集落の農家に交じって比較的新しい戸建ての住宅がやや多めに建つが、主に水田や畑などの農地である。地区の北側で、香取神社付近で新方袋の境界と複雑に錯綜する場所に小さな飛地があり、春日部市立宮川小学校の校地（校庭）の一部や数軒の住宅が建っている。
また、南側にやや遠く離れた場所にも大小二ヶ所飛地があり、こちらも市街化調整区域に位置される。豊町6丁目の東側にある大きい方の飛地は大半が立野小学校の校地となっている。増富の南側にある小さい方の飛地は、市の南西部に広がる耕地整理された水田地帯の一部である。
西部の住宅が多く建つ古隅田川流域沿いの低地一帯は、かつての利根川の広大な河川区域内（河道跡）で、その河川区域と自然堤防の間には堤防が築かれ、その堤防跡の土手は古隅田公園と称される公園や遊歩道として整備されている。

### 河川
- 古隅田川（旧山城堀）
- 旧古隅田川

### 地価
住宅地の地価は、2024年（令和6年）の公示地価によれば、南中曽根318番地1の地点で8万8,200円/m2となっている。

## 歴史
もとは江戸期より存在した武蔵国埼玉郡岩槻領に属した中曽根村であった。村高は『武蔵田園簿』によると109石余（田21石余、畑87石余）、『元禄郷帳』によると266石余、『天保郷帳』によると405石余であった。助郷は日光街道粕壁宿に出役していた。化政期の戸数は54軒で、村の規模は東西4町余、南北32町余であった。上大増新田のうちに飛地を領していた。村の南部を岩槻道が通り、古隅田川（現、旧古隅田川）を渡る地点には石橋の矢島橋（現、やじま橋）が1737年（元文2年）に架けられていた。地名の「ソネ」には微高地という意味がある。
- はじめは岩槻藩領、1756年（宝暦6年）より幕府領となる[12]。
- 幕末の時点では埼玉郡に属し、明治初年の『旧高旧領取調帳』の記載によると、代官・大竹左馬太郎支配所が管轄する幕府領であった[13]。
- 1868年（慶応4年）6月19日  - 代官支配地が武蔵知県事・山田政則（忍藩士）の管轄となる。
- 1869年（明治2年）
  - 1月13日 - 武蔵知県事・宮原忠英の管轄区域に大宮県を設置、同県の管轄となる。県庁は東京府馬喰町に置かれる。
  - 9月29日 - 県庁が浦和に置かれ浦和県に改称。
- 1871年（明治4年）11月13日 - 第1次府県統合により埼玉県の管轄となる。
- 1879年（明治12年）3月17日 - 郡区町村編制法により成立した南埼玉郡に属す。郡役所は岩槻町に設置。それに伴い、郡内に同名の村（現、久喜市北中曽根）が所在したことから、「南」を冠称して南中曽根村に改称される[5]
- 1888年（明治21年） - 地内に大宮 - 岩槻 - 粕壁間を通る岩槻新道（後の国道16号、現、さいたま春日部線[注釈 1]）が建設され開通する。
- 1889年（明治22年）4月1日 - 町村制施行により、南中曽根村は道順川戸村、上蛭田村、下蛭田村、花積村、道口蛭田村、増富村、新方袋村、増戸村、上大増新田、下大増新田、谷原新田と合併し南埼玉郡豊春村が成立、南中曽根村は豊春村の大字南中曽根となる。
- 1920年（大正9年）4月1日 - 地内を通る岩槻新道が埼玉県告示第103号により県道5号浦和杉戸線の一部となり、県道認定される。
- 1947年（昭和22年）9月 - カスリーン台風の襲来により大きな被害を受ける[5]。
- 1954年（昭和29年）7月1日 - 南埼玉郡春日部町、武里村、北葛飾郡幸松村、北葛飾郡豊野村が合併し市制を施行して春日部市が成立、春日部市の大字となる。
- 1967年（昭和42年）4月 - 地内に岩槻春日部バイパスが建設され、開通する[14]。
- 1969年（昭和44年）4月4日 - 地内に春日部市立豊春中学校（1947年〈昭和22年〉4月1日創立）が、豊春小学校校地より現在地に移転する[15]。
- 1977年（昭和52年）4月1日 - 地内に春日部市立立野小学校が開校する[16]。
- 1978年（昭和53年） - 地内に清秀幼稚園が開園する。
- 1984年（昭和59年）
  - 3月 - 河川改修が行なわれ、旧古隅田川に架かっていた矢島橋（やじま橋）が現在地に移設される[14]。
  - 12月1日 - 住居表示実施により、大字南中曽根の一部が豊町の一部となる[17]。
- 1994年（平成6年）4月1日 - 地内の県道45号春日部岩槻線が、埼玉県告示第519・527号により廃止され、主要地方道として県道2号大宮春日部線が認定される（さいたま市発足に伴ない、現在のさいたま春日部線に改称）。
- 2002年（平成14年）4月1日 - 地内にフェアリー・キッズ保育園が開園（認可）する[18]。
- 2005年（平成17年）10月1日 - 春日部市が北葛飾郡庄和町と合併し、新たな春日部市が発足、同時に住所標記の簡略化のため市内の大字が廃止され[19]、大字南中曽根は丁番の設定のない南中曽根となる[20]。
- 2014年（平成26年）4月1日 - 地内の東武野田線に「東武アーバンパークライン」の路線愛称を設定する。

### 存在していた小字
- 宮田[21]
- 川面
- 松の木

## 世帯数と人口
2024年（令和6年）1月1日現在の世帯数と人口は以下の通りである。
| 丁目     | 世帯数    | 人口    |
| -------- | --------- | ------- |
| 南中曽根 | 1,855世帯 | 3,897人 |

## 小・中学校の学区
市立小・中学校に通う場合、学区は以下の通りとなる。
| 番地 | 小学校               | 中学校               |
| --- | -------------------- | -------------------- |
| 1番地 - 382番地、469番地1、470番地 - 488番地1、489番地2、496番地2 - 611番地、612番地2、612番地6 - 613番地1、614番地1、615番地2、735番地2 - 800番地1、801番地2 - 810番地、728番地2、1175番地 - 1183番地 | 春日部市立宮川小学校 | 春日部市立豊春中学校 |
| 383番地 - 468番地、469番地2、488番地2 - 489番地1、492番地 - 496番地1、612番地1、612番地4、613番地2、614番地2 - 615番地1、616番地 - 728番地1、729番地 - 735番地1、800番地2 - 800番地の全域、825番地 - 860番地、861番地、862番地3 - 862番地4、866番地、882番地3、883番地1 - 902番地、903番地3 - 903番地5、913番地3 - 949番地1、953番地 - 966番地 | 春日部市立豊春小学校 | 春日部市立豊春中学校 |
| 1061番地1、1069番地 - 1074番地、1081番地 - 1083番地、1117番地 - 1126番地 | 春日部市立野小学校   | 春日部市立大増中学校 |

## 交通
地区の中央部を東武鉄道野田線（東武アーバンパークライン）が通るが、鉄道駅は設置されていない。最寄り駅は同線豊春駅で、南中曽根318番地1の地点よりおよそ570 m離れている。

### 道路
- 国道16号岩槻春日部バイパス
- 埼玉県道2号さいたま春日部線

### バス
地内に路線バスの路線は設定されていない。
春日部市コミュニティバス「春バス」
地区内を縦貫・巡回する路線は設定されていない。
以前は「豊春駅・内牧・北春日部駅ルート」（第三次運行ルート）が設定され、「宮川小学校入口（飛地）」「豊春中学校前」「清秀幼稚園入口」「古隅田公園前」「旧古隅田川」停留所が設置されていたが、2024年1月3日限りで廃止された（詳細は当該項目を参照）。

## 地域

### 寺社・史跡
- 海善院
- 香取神社
- 神明社
- 八幡神社
- 荒神社
- やじま橋（矢島橋） - 春日部市指定文化財。1737年（元文2年）架設。県内最古の石橋[24]。河川改修の際に古隅田公園内に移設。

### 公園・緑地
- 古隅田公園 - 古隅田川の堤防跡。その土手道が遊歩道として整備されている。
  - 古隅田公園遊歩道（緑道）
  - 古隅田野鳥の森
- 川面公園
- 南中曽根第1公園
- 南中曽根第2公園
- 南中曽根第4公園
- 南中曽根第6公園
- 南中曽根第7公園
- 南中曽根第8公園
- 豊春第26公園
- 古隅田第3公園

### 施設
- 春日部市立豊春中学校
- 春日部市立宮川小学校（校庭の一部）
- 春日部市立立野小学校（飛地）
- 清秀幼稚園
  - フェアリー・キッズ保育園 - 清秀幼稚園の併設施設
- 宮川自治会館
- 南中曽根第一組集会所
- 八幡組集会所
- サンハウス自治会館